# Hilary Knight (ilustrador)
Hilary Knight (Hempstead, 1 de noviembre de 1926) es un escritor y artista estadounidense. El es el ilustrador de más de 50 libros y el autor de nueve. Es más conocido como el ilustrador de la serie de libros infantiles Eloise de Kay Thompson.
Knight ha ilustrado para una gran variedad de clientes, creando trabajos de arte para revistas, anuncios de moda infantil, tarjetas de saludo, discos y pósteres de musicales de Broadway incluyendo Gypsy, Irene, Half A Sixpence, Hallelujah Baby! y No, No Nanette.
Uno de los dos hijos de los artistas y escritores Clayton Knight y Katharine Sturges Dodge, Hilary Knight nació en Long Island en Hempstead. Su padre ilustraba libros de aviación y su madre era una ilustradora de libros de moda. Vivió su niñez en Roslyn, Nueva York y se mudó a los seis años a Manhattan con su familia. Knight asistió a la promoción de 1940 de la City and Country School para primera y escuela media y al Friends Seminary para secundaria.
Luego de estudiar con George Grosz y Reginald Marsh en el Art Students League, Knight trabajó como pintor de barcos mientras servía en la armada entre 1944 y 1946. De regreso a Nueva York, estudió dibujo de arquitectura en el Delahanty Institute, diseño de interiores, y diseño de teatros, trabajando un verano como un diseñador asistente en un teantro en Ogunquit, Maine. Pintó murales en casas privadas y entró al campo de la ilustración de revistas empezando con Mademoiselle en 1952, seguida por House & Garden, Gourmet, McCalls, y Woman's Home Companion. Su trabajo como ilustrador humorístico fue fuertemente influenciado por el caricaturista británico Ronald Searle.
En 1955, colaboró con Kay Thompson para crear la imagen caprichosa en blanco, negro y rosa de Eloise. Knight dijo que la imagen de Eloise fue basada en una pintura que hizo su madre Katherine Sturges Dodge en los años 1930. The live CBS television adaptation on Playhouse 90 (1956) with Evelyn Rudie as Eloise received such negative reviews that Kay Thompson vowed never to allow another film or TV adaptation.
El documental del 2015 de HBO It's Me, Hilary: The Man Who Drew Eloise, de Lena Dunham, hace una crónica del trabajo de Knight en Eloise, su vida personal y sus relación tumultuosa con Kay Thompson.